# Dorrell McGowan
Pour les articles homonymes, voir McGowan.
Dorrell McGowan est un scénariste, producteur et réalisateur américain né le 30 novembre 1899 à Chicago, Illinois (États-Unis), décédé le 9 septembre 1997 à Los Angeles (États-Unis).

## Filmographie

### comme scénariste
- 1936 : Vallée de la Rivière Rouge (en) (Red River Valley) de B. Reeves Eason
- 1936 : La Rivière écarlate (King of the Pecos) de Joseph Kane
- 1936 : Deux Nigauds chez les barbus (Comin' Round the Mountain) de Charles Lamont
- 1936 : The Singing Cowboy (en) de Mack V. Wright
- 1936 : Guns and Guitars de Joseph Kane
- 1936 : Ride Ranger Ride (en) de Joseph Kane
- 1936 : The Big Show de Mack V. Wright
- 1936 : A Man Betrayed de John H. Auer
- 1937 : Bill Cracks Down (en) de William Nigh
- 1937 : Git Along, Little Dogies (en)
- 1937 : Yodelin' Kid from Pine Ridge (en)
- 1937 : Sea Racketeers (en)
- 1938 : Hollywood Stadium Mystery (en)
- 1938 : Crépuscule (Under Western Stars)
- 1938 : Ladies in Distress
- 1938 : Come On, Leathernecks! (en)
- 1939 : Smashing the Spy Ring de Christy Cabanne
- 1939 : Trouble in Sundown (en)
- 1939 : Le Torrent de la mort (Rovin' Tumbleweeds) de George Sherman
- 1939 : In Old Monterey (en) de Joseph Kane
- 1939 : Jeepers Creepers
- 1940 : Village Barn Dance
- 1940 : In Old Missouri
- 1940 : Barnyard Follies
- 1940 : Friendly Neighbors
- 1941 : Arkansas Judge
- 1941 : Country Fair (en) de Frank McDonald
- 1941 : Mountain Moonlight
- 1941 : Tuxedo Junction
- 1942 : Shepherd of the Ozarks
- 1942 : The Old Homestead (en)  de Frank McDonald
- 1943 : Mountain Rhythm (en) de Frank McDonald
- 1943 : Swing Your Partner
- 1943 : Hoosier Holiday
- 1943 : O, My Darling Clementine
- 1944 : Sing, Neighbor, Sing
- 1944 : San Fernando Valley (en)
- 1944 : The Big Bonanza (en)
- 1946 : Valley of the Zombies
- 1946 : Night Train to Memphis
- 1946 : The Inner Circle (en)
- 1947 : The Trespasser
- 1949 : Hellfire (en) de R. G. Springsteen
- 1950 : Singing Guns
- 1950 : The Showdown
- 1951 : Tokyo File 212
- 1958 : Snowfire
- 1958 : Le Vagabond (The Littlest Hobo)
- 1962 : The Bashful Elephant

### comme producteur
- 1945 : The Tiger Woman (en)
- 1946 : Valley of the Zombies
- 1946 : Night Train to Memphis
- 1949 : Hellfire (en)
- 1951 : Tokyo File 212
- 1952 : Les Aventuriers du Far West ("Death Valley Days") (série TV)
- 1957 : The Silent Service (série TV)
- 1958 : Snowfire
- 1962 : The Bashful Elephant
- 1969 : The Ice House (en)

### comme réalisateur
- 1950 : The Showdown
- 1951 : Tokyo File 212
- 1958 : Snowfire
- 1962 : The Bashful Elephant